# Perla de Lao Tzu
La Perla de Lao Tzu (también conocida como la Perla de Lao Tze y previamente como Perla de Alá) es la perla de mayor tamaño descubierta en el mundo. Fue encontrada por un buzo filipino en el mar de Joló que rodea la isla de La Paragua, en el  municipio filipino de primera categoría de Punta de Brook perteneciente a la provincia  de Paragua en Mimaro,  Región IV-B.

## Características
No se considera una perla piedra preciosa, sino que es lo que se conoce como "la perla de la ostra" o "perla Tridacna" de una ostra gigante. Mide 24 cm de diámetro (9,45 pulgadas) y pesa 6,4 kg (14,1 libras).